# Keimendes Leben
Pour plus de détails, voir Fiche technique et Distribution.
Keimendes Leben est un film allemand réalisé par Georg Jacoby, sorti en 1918 et 1919. Il s'agit d'une série de 3 films.

## Synopsis
Un agent de change utilise les relations de son épouse pour trouver des fonds à son projet de chemin de fer.

## Fiche technique
- Titre : Keimendes Leben
- Réalisation : Georg Jacoby
- Scénario : Georg Jacoby et Paul Meissner
- Direction artistique : Kurt Richter
- Photographie : Theodor Sparkuhl
- Pays d'origine : Allemagne
- Format : Noir et blanc - 1,33:1 - Film muet
- Date de sortie : 1918 - 1919

## Distribution
- Emil Jannings : James Fraenkel / John Smith
- Hanna Ralph : Marietta Fraenkel
- Hans Junkermann : Friedrich Wechmar
- Martha Angerstein-Licho : Frau Wechmar
- Marga Lindt : Frau von Borowicz
- Adolf Klein : Dr Thiel
- Victor Janson : Graf Moros
- Adolf E. Licho : Treugold, Literat
- Margarete Kupfer
- Käthe Dorsch : (non crédité)